# بزيخة

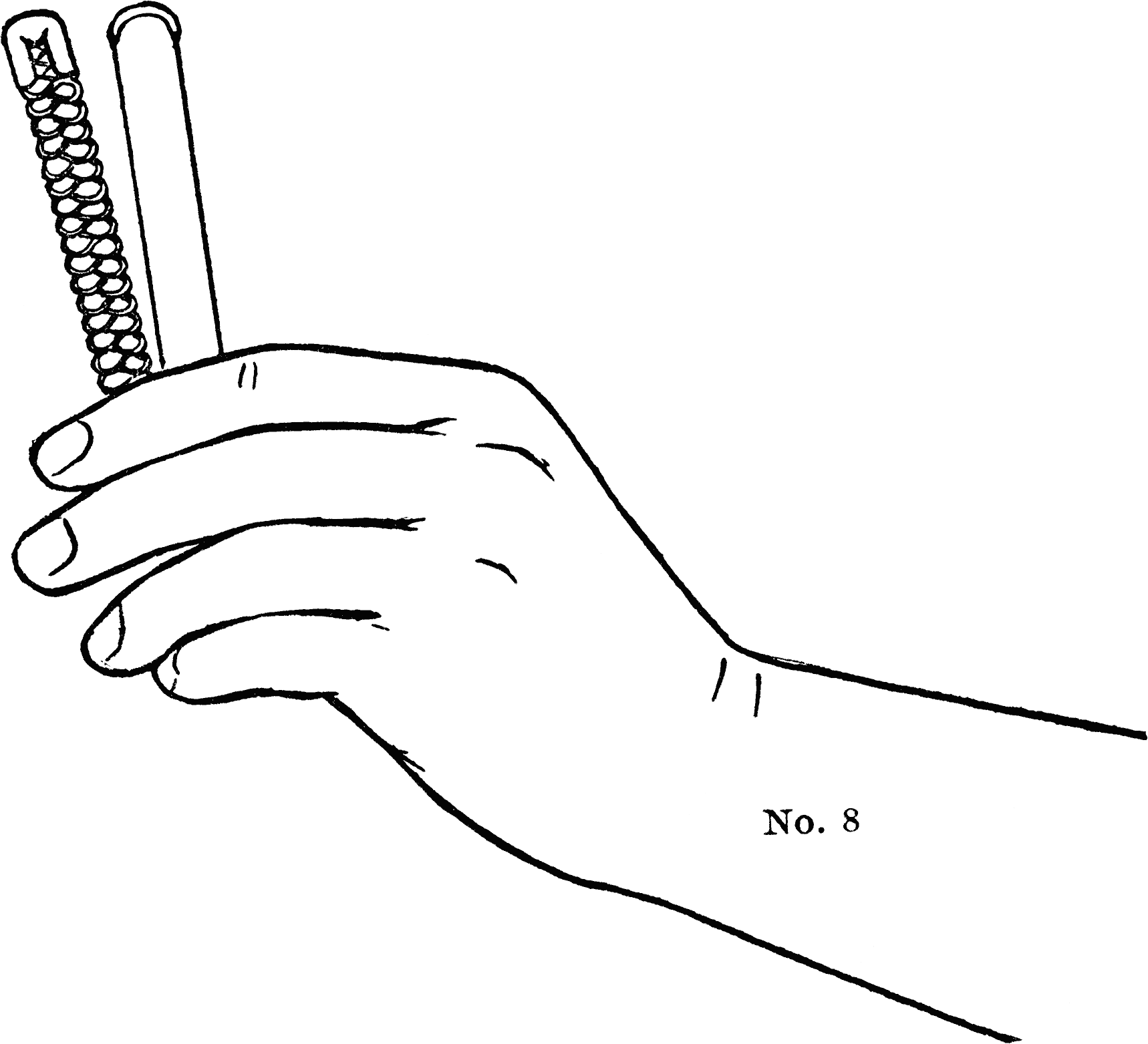

في صنع المخصرات، يعتبر الضِلع أو البزيخة أحد الأجزاء الصلبة من المخصر وهو الذي يشكل إطاره ويمنحه الصلابة. وهي مشد يوضع في الملابس من أعمدة فلزية ونحوها لقولبتها وجعلها متقابضة وغير مترهلة، مثل ما يوضع في المشدات النسائية وغيرها، وتوجد أيضًا في بعض هياكل الأشياء التي تُنشر وتُلف وتُصنع من الكتان مثل المِصْونات وظُلاَّت.